# Mesão Frio
Pour les articles homonymes, voir Mesão Frio (homonymie).
Mesão Frio est une municipalité (en portugais : concelho ou município) du Portugal, située dans le district de Vila Real et la région Nord.

## Géographie
Mesão Frio est limitrophe :
- au nord et à l'est, de Peso da Régua,
- au sud-est, de Lamego et Resende,
- à l'ouest, de Baião.

## Démographie
| 1801  | 1849  | 1900  | 1930  | 1960  | 1981  | 1991  | 2001  | 2004  |
| ----- | ----- | ----- | ----- | ----- | ----- | ----- | ----- | ----- |
| 2 856 | 5 745 | 6 935 | 7 576 | 7 424 | 6 335 | 5 519 | 4 926 | 4 652 |

## Subdivisions
La municipalité de Mesão Frio groupe 7 paroisses (freguesia, en portugais) :
- Barqueiros
- Cidadelhe
- Oliveira
- São Nicolau (Mesão Frio)
- Santa Cristina (Mesão Frio)
- Vila Jusã (Mesão Frio)
- Vila Marim